# 佐野警察署
佐野警察署（さのけいさつしょ）は、栃木県警察が管轄する警察署。

## 所在地
- 栃木県佐野市浅沼町573-6

## 管轄区域
- 佐野市

## 沿革
- 1874年（明治7年） - 天明警察掛出張所として設置
- 1877年（明治10年） - 足利警察署佐野分署と改称
- 1883年（明治16年） - 足利警察署から独立し、佐野警察署
- 1954年（昭和29年） - 警察法改正により、栃木県佐野警察署（正式名称）
- 1976年（昭和51年） - 現在地へ移転

## 交番・駐在所

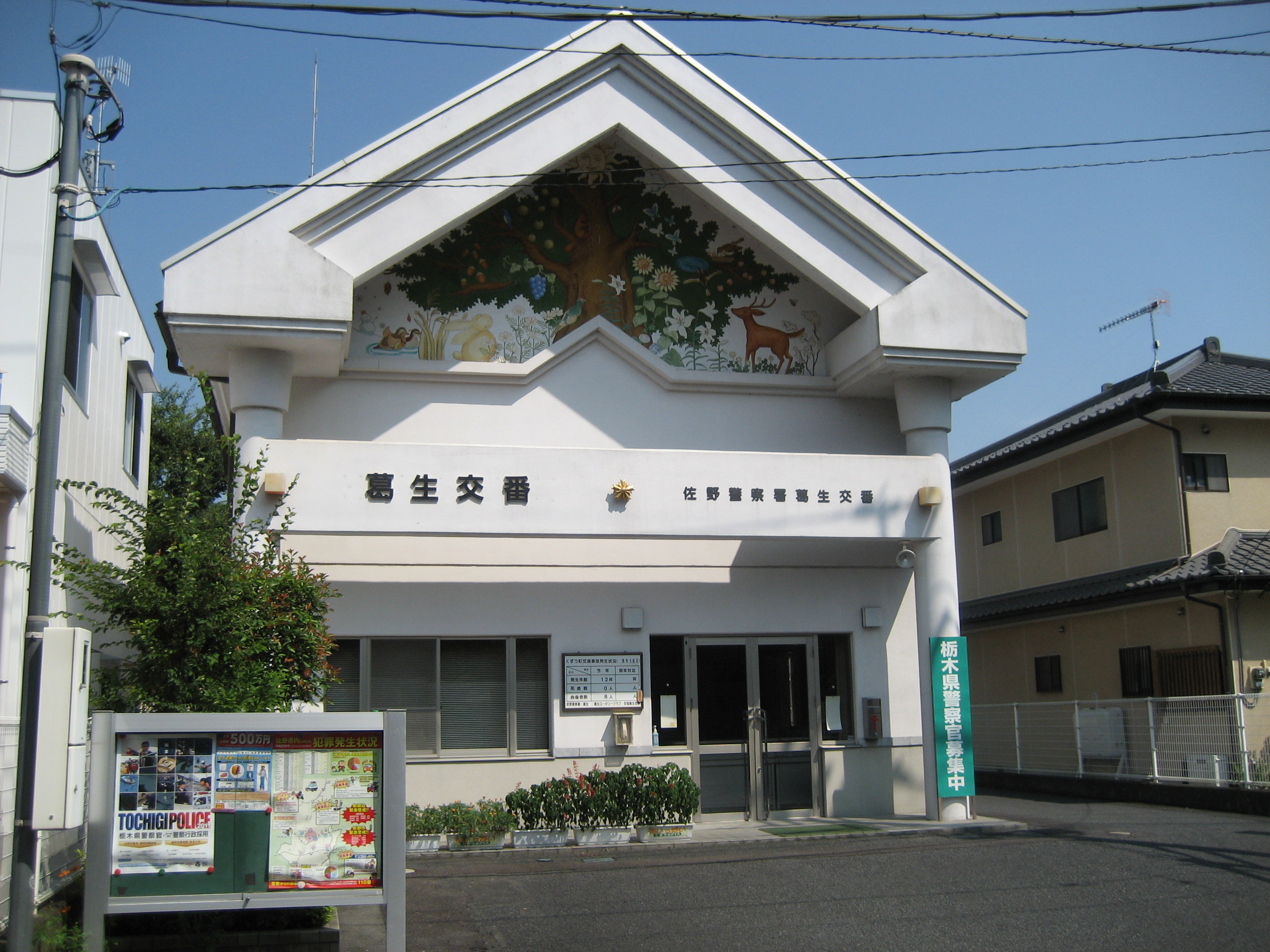
葛生交番

佐野
- 佐野駅前交番 - 佐野市若松町155番地
- 南交番 - 佐野市七軒町2194-2
- 大橋町交番 - 佐野市大橋町2042-13
- 界駐在所 - 佐野市越名町1174
- 田島駐在所 - 佐野市田島町190-1
- 犬伏駐在所 - 佐野市犬伏新町1298
- 旗川駐在所 - 佐野市並木町975-4番地

吾妻
- 吾妻駐在所 - 佐野市村上町15-1

赤見
- 赤見駐在所 - 佐野市赤見町1219
- 出流原駐在所 - 佐野市出流原町807-2
- 石塚駐在所 - 佐野市石塚町2764-4

田沼
- 田沼交番 - 佐野市田沼町974-2
- 野上駐在所 - 佐野市白岩町363-2
- 閑馬駐在所 - 佐野市閑馬町666

葛生
- 葛生交番 - 佐野市葛生東1丁目11-7
- 常盤駐在所 - 佐野市仙波町75-3

### 廃止された駐在所
- 吉水駐在所 - 佐野市吉水駅前1丁目20-11（令和4年3月に田沼交番へ統合）
- 多田駐在所 - 佐野市多田町870-8（令和4年3月に田沼交番へ統合）
- 山形駐在所 - 佐野市山形町759-4（令和4年3月に田沼交番へ統合）